# Соколов, Ефим Яковлевич
Ефим Яковлевич Соколов (1905 — 1999) — советский учёный, специалист в области теплофикации. Лауреат Ленинской премии 1966 года.

## Биография
Родился 6 декабря 1905 года в Городище Черкасского уезда Киевской губернии. Брат А. Я. Соколова — в 1943—1975 заведующего кафедрой пищевых машин в Московском технологическом институте пищевой промышленности.
Окончил Харьковский политехнический институт по специальности «Теплотехника» (1925). Инженер на фабрике «Пролетарская победа» (1925—1928), главный механик фабрики имени В. И. Ленина в г. Обухов Московской области (1928—1930), зам. начальника проектного отдела бюро теплофикации Мосэнерго (1930—1937). В 1937—1978 зав. лабораторией теплофикации Всесоюзного теплотехнического института. Одновременно с 1932 года на преподавательской работе в МЭИ, в 1956-1980 годах — зав. кафедрой промышленных теплоэнергетических систем.
Доктор технических наук (1943), профессор (1945).
Во время войны разработал для ЧТЗ систему централизованного теплоснабжения за счет отработанного пара кузнечных цехов.
Руководил разработкой системы автоматического регулирования нагрузки оборудования для теплоснабжения Москвы.
В течение ряда лет Ефим Яковлевич Соколов читал курс лекций по теплофикации и тепловым сетям в Дрезденском техническом университете. За помощь в подготовке специалистов–теплоэнергетиков в ГДР он был награждён в 1974 году медалью Молье, а в 1976 году ему присвоено звание почетного доктора Дрезденского университета. Он также награждён в 1979 году медалью «50 лет Монгольской Революции» за научно-техническую помощь в развитии теплофикации в МНР.
Ленинская премия 1966 года — за создание теплофикационной турбины Т-100-130 (совместно с работниками Уральского турбомоторного завода и Мосэнерго).
Премия Совета Министров СССР 1983 года — за участие в создании Минского теплофикационного комплекса (совместно с работниками ВНИПИэнергопрома и Белглавэнерго).
Награждён двумя орденами «Знак Почёта», медалями СССР, медалью Молье (ГДР), медалью «50 лет Монгольской Революции» (МНР).
Похоронен на Головинском кладбище в Москве.
Автор ряда трудов, в числе которых книги:
- Теплофикация Москвы. — М., 1932.
- Строительство тепловых сетей. — М.—Л., 1936.
- Эксплуатация тепловых сетей. — М.—Л., 1955.
- Теплофикация и тепловые сети. — 5-е изд. — 1982.
- Струйные аппараты. / в соавт. с Н. Н. Зингером. — 3-е изд. — М., 1989.
- Соколов Е.Я. Теплофикация и тепловые сети. — М.: МЭИ, 1999. — 472 с. — ISBN 5-7046-0287-8.